# حسان تمبکتی
حسان تمبکتی (زادهٔ ۹ فوریهٔ ۱۹۹۹) بازیکن فوتبال اهل عربستان است که در پست مدافع میانی برای باشگاه الهلال بازی میکند.

## افتخارات

### ملی

#### تیم ملی زیر ۲۰ سال عربستان
- مسابقات فوتبال زیر ۱۹ سال آسیا: ۲۰۱۸

#### تیم ملی زیر ۲۳ سال عربستان
- مسابقات فوتبال زیر ۲۳ سال آسیا: ۲۰۲۲